# طلال فهد الأحمد الصباح
الشيخ الدكتور طلال فهد الأحمد الجابر الصباح واختصارًا طلال الفهد (23 مايو 1965-)؛ رئيس الاتحاد الكويتي لكرة القدم السابق، وهو الابن الثاني للشيخ فهد الأحمد الصباح وحفيد حاكم الكويت العاشر الشيخ أحمد الجابر الصباح.

## دراسته العلمية
حاصل على بكالوريوس علوم سياسية من جامعة الكويت، لحقها بماجستير بدرجة جيد جدًا مع مرتبة الشرف جامعة القناه ج.م.ع - ومن ثم الدكتوراه في العلوم السياسية من جامعة السويس في مصر، بدرجة الامتياز مع مرتبة الشرف، وكانت رسالة الدكتوراه عن النظام السياسي الكويتي.

## حياته الرياضية
بدأ حياته الرياضية لاعبًا لكرة القدم في نادي القادسية، وتدرج بالمراحل السنية ثم انتقل إلى نادي التضامن، ومثل منتخب الكويت لكرة القدم للناشئين في نهائيات كأس أمم آسيا عام 1984، ثم اعتزل كرة القدم واتجه للعمل الإداري بعد تحرير الكويت من الغزو العراقي للكويت.

## حياته المهنية والعملية
- رئيس اتحاد غرب آسيا 2006.[3]
- عضو المكتب التنفيذي للاتحاد العربي للألعاب الرياضية.
- عضو المكتب التنفيذي للمجلس الاولمبي الآسيوي.
- رئيس لجنة القوانين بالمجلس الاولمبي الآسيوي.
- عضو اللجنة الأولمبية الكويتية منذ 1997 وحتى 2001.
- رئيس مجلس إدارة اللجنة الأولمبية الكويتية منذ 2001 وحتى 2007.
- رئيس نادي القادسية الرياضي منذ 1997 وحتى 2009.
- رئيس الاتحاد الكويتي لكرة السلة في عام 1993.
- رئيس المجلس الأولمبي الكويتي.
- رئيس الاتحاد الكويتي لكرة القدم. من 2010 الي 2016
- نائب رئيس الهيئة العامة للشباب والرياضية (قبل أن يصدر مجلس الأمة قانونا بمنع تعدد المناصب).
- ترأس وفود الكويت في:

دورة الألعاب الآسيوية (بوسان - كوريا الجنوبية 2002).
دورة الألعاب الأولمبية (أثينا - اليونان 2004).

## حياته العائلية
تزوج من الشيخة نوف مشعل الأحمد الصباح وأنجب منها:
- الشيخ مشعل طلال الفهد الصباح. مدير كرة السلة في نادي القادسية
- الشيخ فهد طلال الفهد الصباح.
- الشيخة بيبي طلال الفهد الصباح.
- الشيخ صباح طلال الفهد الصباح.